# Senado de Burundi
El Senado (en francés: Sénat du Burundi) es la cámara alta del Parlamento de Burundi. Consiste entre 37 y 54 miembros que sirven términos de cinco años. El actual Senado fue elegido el 24 de julio de 2015 y se compone de 43 miembros. El actual presidente es Révérien Ndikuriyo.

## Características
En cada una de las 17 provincias del país, dos senadores (uno de la etnia Hutu y otro de la etnia Tutsi) son elegidos por los colegios electorales de los consejos comunales. La votación se lleva a cabo utilizando un sistema de tercera ronda. En las dos primeras rondas, un candidato debe recibir una gran mayoría (dos tercios, o 67% de los votos) para ser elegido. Si ningún candidato es elegido en estas rondas, una tercera ronda se organiza para los dos candidatos principales, de los cuales el candidato que obtenga la mayoría de votos es elegido. Tres senadores representan el grupo étnico twa y miembros adicionales pueden ser elegidos para cumplir con la cuota de representación de género del 30% para las mujeres. Los exjefes de Estado se convierten automáticamente en senadores. Los senadores tienen un período de cinco años.

## Lista de presidentes del senado
| Nombre                | Inicio               | Final              | Partido  |
| --------------------- | -------------------- | ------------------ | -------- |
| Joseph Bamina         | 1965                 | 8 de julio de 1965 | UPRONA   |
| No hubo senado        | 1965                 | 2002               |          |
| Libère Bararunyeretse | 2002                 | 2005               | UPRONA   |
| Gervais Rufyikiri     | 17 de agosto de 2005 | 2010               | CNDD-FDD |
| Gabriel Ntisezerana   | 2010                 | 2015               | CNDD-FDD |
| Révérien Ndikuriyo    | 14 de agosto de 2015 | presente           | CNDD-FDD |